# Inversacytherella
Inversacytherella is een geslacht van kreeftachtigen uit de klasse van de Ostracoda (mosselkreeftjes).

## Soort
- Inversacytherella tanantia Swanson, Jellinek & Malz, 2005